# U-1060
U-1060 – niemiecki okręt podwodny (U-Boot) typu VII F z okresu II wojny światowej. Okręt wszedł do służby w 1943. Jedynym dowódcą był Oblt. Herbert Brammer.

## Historia
Wcielony do 5. Flotylli w celach szkoleniowych; odbył 6 krótkich patroli bojowych, brak bliższych informacji o ich przebiegu, można przypuszczać, że miały one na celu transport wyposażenia między bazami w Niemczech i Norwegii.
Pod koniec października 1944 wraz z U-864 wypłynął z zaopatrzeniem  dla U-Bootów działających na Dalekim Wschodzie. Dwa dni później, tj. 27 października został zatopiony na Morzu Arktycznym na południe od Bronnoysund (Norwegia). Okręt, uszkodzony bombami głębinowymi i rakietami przez samolot Fairey Firefly (zestrzelił jeden z nich) i Barracuda z lotniskowca HMS „Implacable”, dobiły samoloty typów Handley Page Halifax z 502 dywizjonu RAF i B-24 Liberator z czeskiego 311. dywizjonu Coastal Command.